# Чалмаєв Олександр Сергійович
Чалма́єв Олекса́ндр Сергі́йович (нар. 14 травня 1973, Дніпропетровськ, СРСР — пом. 7 липня 2009, Дніпропетровськ, Україна) — український футболіст, що виступав на позиції нападника. Відомий перш за все завдяки виступам у луганській «Зорі» та низці клубів з України і Казахстану.

## Життєпис
Олександр Чалмаєв народився в Дніпропетровську, де й почав займатися футболом у СДЮШОР «Дніпро-75» під керівництвом А. Гребенника та Г. Кузнєцова. Після закінчення футбольної школи виступав на аматорському рівні у складі дніпродзержинського «Металурга», потім перейшов до «Металурга» з Новомосковська. У 1994 році разом з командою здобув право змагатися у третій лізі чемпіонату України. У 1996 році перейшов до лав «Титана» з Армянська, брав участь у «срібному» сезоні команди. Того ж року отримав пропозицію приєднатися до луганської «Зорі», де майже одразу став основним нападником. У сезоні 1998/99 років в 12 поєдинках відзначився 12 забитими м'ячами, після чого вирушив до Казахстану, де втім затримався лише на сезон, однак встиг здобути у складі команди «Єсиль-Богатир» срібний комплект нагород місцевого чемпіонату. Повернувшись до «Зорі», відіграв у складі луганської команди ще три сезони, однак на свій колишній рівень так і не вийшов, завершивши кар'єру у віці 29 років.
Чалмаєв був різноплановим форвардом з пристойною швидкістю та вражаючою цілеспрямованістю. Завжди шукав м'яч, йшов на кожен навіс, кожне стандартне положення. Комфортно почував себе на «другому поверсі», вміло реалізовував виходи віч-на-віч.
7 липня 2009 року з'явилась звістка про трагічну загибель Олександра Чалмаєва.

## Досягнення
Командні трофеї
- Срібний призер групи «Б» другої ліги чемпіонату України (1): 1996/97
- Срібний призер чемпіонату Казахстану (1): 1999

Індивідуальні здобутки
- Найкращий бомбардир групи «В» другої ліги чемпіонату України (1): 1998/99